# بیمارستان روان‌پزشکی لیکشور
بیمارستان روان‌پزشکی لیکشور (انگلیسی: Lakeshore Psychiatric Hospital) یک بیمارستان روان‌پزشکی در شهر تورنتوی کاناداست.
این بیمارستان در سال ۱۸۸۸ میلادی و با نام اصلی «نوانخانه میمیکو» ساخته شد و درهای آن به‌طور رسمی در ۲۱ ژانویهٔ ۱۸۸۹ برای عموم گشوده شد. بیشتر کارهای ساخت و ساز این ساختمان توسط خودِ بیماران صورت گرفت و این بیماران در رخت‌شویی و باغبانی بیمارستان هم شرکت می‌کردند. این بیمارستان یک سالن همایش برای انجام مراسم تفریحی و نیایش مذهبی و همچنین یک گورستان اختصاصی هم داشت. در این گورستان ۱٬۵۱۱ تن از بیماران این بیمارستان دفن شده‌اند که در ۳ کیلومتری شمال بیمارستان واقع است. موتورخانه بیمارستان در دههٔ ۱۹۳۰ میلادی برای تأمین گرمایش آن راه‌اندازی شد. این بیمارستان در سال ۱۹۵۹ نوسازی شد، اما با گذشت زمان مجدداً فرسوده و نیازمند بازسازی شد و سرانجام به همین دلیل در ۱ سپتامبر ۱۹۷۹ برای همیشه بسته و ۲۸۰ بیمار آن به مراکز دیگر درمانی منتقل شدند. این بیمارستان در اوج فعالیت خود در سال ۱۹۵۰ میلادی، ۱٬۳۹۱ بیمار داشت و از زمان راه‌اندازی چندین بار نامش را تغییر داد که برخی از آنها «دارالمجانین میمیکو» (۱۸۹۴)، «تیمارستان میمیکو» (۱۹۱۱)، «بیمارستان میمیکوی انتاریو» (۱۹۲۰)، «بیمارستان انتاریو در تورنتوی جدید» (۱۹۳۴) و سرانجام «بیمارستان روان‌پزشکی لیکشور» (۱۹۶۴) بودند.
در سال ۱۹۸۸، این مکان به عنوان یک «ملک تاریخی» تعیین شد.
برخی صحنه‌های فیلم‌های ستوران، دانشکده پلیس، دانشکده پلیس ۳ و دانشکده پلیس ۴ در این ساختمان فیلم‌برداری شده‌است.